# 서생포 만호진성
서생포 만호진성(西生浦 萬戶鎭城)은 울산광역시 울주군 서생면에 있는 성곽이다. 2000년 11월 9일 울산광역시의 기념물 제35호로 지정되었다.

## 현지 안내문
조선시대 전기 울산에는 서생포 만호진성, 염포진성, 개운포진성 등 세 곳의 수군진성(水軍鎭城)이 있었다. 진성(鎭城)은 국경 및 해안지대 등 국방상 중요한 곳에 쌓은 군사적 성격의 성을 가리킨다.
서생포 만호진성에 대해서는 『조선왕조실록』,『세종실록지리지』등에서 ‘울산읍성을 밖에서 보호하는데, 만호는 3품이며 병선 20척, 군졸 767명이 성에 상주하였다.’고 기록되어 있다. 이러한 문헌기록을 참고할 때 축성 시기는 조선 초기일 것으로 추측된다. 임진왜란이 일어난 1592년 왜군에 의해 함락되어 폐성되었다가 정유재란이 이후에는 서생포왜성으로 진을 옮겨 1895년까지 수군(水軍)의 동첨절제사영(同僉節制使營)으로 유지되었다.
서생포 만포진성은 북쪽으로는 회야강이 동쪽으로 흘러 바다와 합류되고 있어 수군이 활동하기 유리한 지점에 위치하고 있다. 성은 구릉의 말단부에 위치하고 있으며, 구릉의 경사면과 평지를 연결하여 축조한 포곡식(包谷式) 성이다. 성벽의 길이는 440m 정도로 남아 있으며, 평면 형태는 평지에 해당되는 성곽이 멸실되었기 때문에 정확한 형태는 알 수 없지만 말각방형에 가까운 형태일 것으로 추정된다. 현재는 곳곳에 성벽의 기초석 일부가 남아 있는데 이는 임진왜란 시기 왜군이 서생포성을 쌓기 위해 성돌을 빼어갔기 때문으로 보인다.
성벽은 장대석을 가로눕혀 지대석으로 삼고 그 위에 대형의 석재로 기단석을 쌓았는데 상부로 갈수록 이보다 작은 돌로 면을 맞추어 쌓았으며 내부는 소형의 할석으로 뒷채움하여 마무리한 것으로 추정된다. 그리고 서쪽에 문지로 보이는 시설 일부가 잔존하나 수군진성이므로 주 출입시설은 회야강과 바다 쪽으로 용이하게 왕래할 수 있는 북동쪽에 위치하였을 가능성이 높다. 성벽 너비는 4m 정도, 잔존높이는 1~1.5m 정도이다.
발굴조사에서 돌로 양벽을 쌓은 원 해자와 개축 또는 보수된 2차 해자가 확인되었다. 해자는 적의 침입을 1차적으로 방어하는 목적으로 쌓았으나 동시에 산사면에서 흘러내리는 물이 성벽을 훼손하지 않도록 외측으로 돌리는 목적도 있는 것으로 추정된다. 1차 해자의 너비는 약 3.5m이며 2차 해자의 너비는 3.7m 정도이다.

## 같이 보기
- 서생포왜성

## 참고 자료
- 서생포 만호진성 - 국가유산청 국가유산포털